# Chryseofusus hyphalus
Chryseofusus hyphalus là một loài ốc biển, là động vật thân mềm chân bụng sống ở biển trong họ Fasciolariidae.

## Miêu tả
Loài này có kích thước giữa 35 mm and 96 mm

## Phân bố
Chúng phân bố ở biển dọc theo Philippines, Taiwxan và Nhật Bản.